# Dios local
Dios local  és una pel·lícula uruguaiana del 2014. Dirigida per Gustavo Hernández, és un thriller de terror protagonitzat per Gabriela Freire, Mariana Olivera i Agustín Urrutia. Es va estrenar als cinemes el 14 de maig de 2015.

## Argument
Un grup de joves membres una banda de rock que han experimentat alguns fets traumàtics i terribles, decideix fer un disc conceptual de només tres cançons basades en aquestes experiències individuals per tal de superar-los. Alhora, acorden gravar els videoclips de les cançons a una cova, on troben una mina d'or abandonada on els colons espanyols van deixar-hi una representació de pedra diabòlica per tal d'espantar i sotmetre els nadius.

## Protagonistes
- Gabriela Freire (Daira)
- Mariana Olivera (Mahite)
- Agustín Urrutia (Emanuel)

## Premis
- XLVII Festival Internacional de Cinema Fantàstic de Catalunya (2014): selecció oficial llargmetratges a concurs.[4]